# Cosmologia di Dragon Ball
L'universo di Dragon Ball è uno spazio cosmologico immaginario creato da Akira Toriyama al fine di ambientarvi alcune delle sue opere, in ordine Dr. Slump & Arale, Dragon Ball (per l'appunto), Nekomajin e Jaco the Galactic Patrolman.
Nonostante Dragon Ball non sia la prima opera ambientata in questo universo, essa gli dà il nome essendo l'unica in cui venga esplorato in vasta scala: mentre Dr. Slump & Arale si ambienta quasi esclusivamente nel Villaggio Pinguino, in Dragon Ball non solo viene mostrato l'intero pianeta Terra ma anche l'intera strutturazione dell'universo, incluso l'aldilà.
In Dragon Ball Super viene rivelato che esistono dodici universi in Dragon Ball; essi esistono in coppia affinché la somma dei loro numeri identificativi formi sempre il numero 13; gli universi accoppiati risultano gemelli, pertanto con simili abitanti. Le storie narrate in Dragon Ball, Dragon Ball Z, Dragon Ball GT e in alcune saghe di Dragon Ball Super sono ambientate nel Settimo Universo, mentre sempre in Dragon Ball Super vengono visitati anche altri universi, soprattutto il Sesto e il Decimo. Secondo Whis, precedentemente gli universi erano diciotto, ma Zeno ne ha distrutti sei.
In Dragon Ball Daima, viene rivelato che i diciotto universi furono originariamente creati da un majin incredibilmente potente del Regno Demoniaco, Rymus, per ordine dell'allora sovrano (uno dei predecessori di Darbula), che voleva espandere il suo regno. In seguito, Rymus incaricò dei membri scelti della razza Glind di sorvegliare ognuno di questi universi, assegnando loro il ruolo di Kaiohshin.

## Universi
In Dragon Ball Super si scopre che esistono altri universi oltre a quello dove si svolgono le avventure dei protagonisti. Gli universi presenti sono dodici e i protagonisti vivono nel Settimo universo. In passato esistevano diciotto universi ma Zeno ne ha distrutti sei diminuendo il numero. In ogni universo, come nell'universo dei protagonisti, è presente uno o più Kaiohshin, un Dio della distruzione e un Angelo. Tutti gli universi sono collegati tra loro e gemellati. È possibile spostarsi tra gli universi grazie all'aiuto di un Angelo o di un Kaiohshin. Zeno ha stipulato una classifica della qualità media dei mortali dei vari universi e gli universi aventi un livello qualitativo medio con un punteggio minore a 7 sono a rischio di cancellazione.

### Primo Universo
Il Primo Universo (第1宇宙?, Dai ichi Uchū) è conosciuto col soprannome di "Universo supremo" (至高の宇宙?, Jikō no uchū) perché è l'universo con il livello più alto nella classifica di Zeno. È uno degli universi che è esente dal partecipare al Torneo del Potere. Il Dio della distruzione di tale universo è Iwne, l'Angelo è Awamo e il Kaiohshin è Anato. Tale universo è gemellato col Dodicesimo Universo.

### Secondo Universo
Il Secondo Universo (第2宇宙?, Dai ni Uchū) è conosciuto col soprannome di "Universo gentile" (優しさの宇宙?, Yasashisa no uchū). Tale universo è l'unico ad avere come Dio della distruzione una donna, chiamata Heles. Il Kaiohshin è Pell e l'Angelo è Sawar. Nella classifica di Zeno si piazza al sesto posto ed è uno degli universi con un punteggio minore di sette. Tale universo è gemellato con l'Undicesimo Universo. In tale universo si tengono molto in considerazione la bellezza e l'amore. Tra le sue razze aliene figurano gli yardratiani e gli tsufuru, esistenti anche nel Settimo Universo. Durante il Torneo del Potere quest'universo viene cancellato da Zeno dopo che tutta la sua squadra viene sconfitta dai combattenti del Settimo Universo, anche se viene ripristinato alla conclusione del torneo da Super Shenron, su richiesta di C-17.

### Terzo Universo
Il Terzo Universo (第3宇宙?, Dai san Uchū) è conosciuto col soprannome di "Universo spirituale" (精神の宇宙?, Seishin no uchū). Il Dio della distruzione di tale universo è Mosco, l'Angelo è Campari e il Kaiohshin è Eyre. Nella classifica di Zeno si piazza al settimo posto ed è uno degli universi con il livello più basso a sette. Tale universo è gemellato col Decimo Universo ed è famoso per il grande intelletto che possiedono i mortali e per la tecnologia incredibilmente avanzata, infatti in esso vi sono molte razze composte da robot senzienti e pianeti cyborg. Durante il Torneo del Potere tutta la squadra rappresentante tale universo viene sconfitta e esso viene cancellato da Zeno, anche se viene ripristinato alla conclusione del torneo da Super Shenron, su richiesta di C-17.

#### Palazzo di Mosco
Il palazzo di Mosco sorge nel mondo mortale del Terzo Universo. La sua dimora è un intero pianeta metallico che assomiglia a un'astronave. L'interno è pieno di luci elettroniche e parti meccaniche.

### Quarto Universo
Il Quarto Universo (第4宇宙?, Dai yon Uchū) è conosciuto col soprannome di "Universo cospiratore" (陰謀の宇宙?, Inbō no uchū). Il Dio della distruzione di tale universo è Quitela, l'Angelo è Conic e il Kaiohshin è Kuru. Nella classifica di Zeno si piazza al nono posto ed è uno degli universi con il livello più basso a sette. Tale universo è gemellato col Nono Universo. Durante il Torneo del Potere il Quarto Universo viene cancellato da Zeno dopo che tutta la sua squadra per il torneo viene sconfitta, anche se viene ripristinato alla conclusione del torneo da Super Shenron, su richiesta di C-17.

### Quinto Universo
Il Quinto Universo (第5宇宙?, Dai go Uchū) è conosciuto col soprannome di "Universo bilanciato" (バランスの宇宙?, Baransu no uchū). Il Dio della distruzione di tale universo è Arack, l'Angelo è Cucatail e il Kaiohshin è Ogma. Tale universo nella classifica di Zeno è al terzo posto ed è uno degli universi esenti dal partecipare al Torneo del Potere. Tale universo è gemellato con l'Ottavo Universo.

#### Palazzo di Arack
Il palazzo di Arack sorge nel mondo mortale del Quinto Universo. Il luogo presenta al proprio centro un tempio a forma di torre, dove dimora Arack, e il pianeta/tempio ha la forma di una piramide rovesciata. All'interno del tempio affondano le radici di vari alberi, inoltre attorno al pianeta ruotano diversi satelliti.

### Sesto Universo
Il Sesto Universo (第6宇宙?, Dai roku Uchū) è conosciuto col soprannome di "Universo sfidante" (挑戦の宇宙?, Chōsen no uchū). Il Dio della distruzione è Champa, l'Angelo è Vados e il Kaiohshin è Fuwa. Nella classifica di Zeno è piazzato al decimo posto, risultando terzultimo, sebbene in seguito alla conclusione del Torneo del Potere è sceso al penultimo posto. Tale universo è gemellato col Settimo Universo e infatti i due universi posseggono dei pianeti e razze con lo stesso nome e stesse caratteristiche fisiche, tra cui Saiyan, namecciani, metalman e shimoni. Il Sesto Universo possiede alcune delle super sfere del drago, le altre sono nel Settimo Universo. È diviso in varie galassie che vengono identificate con cifre numeriche. Durante il Torneo del Potere, il Sesto Universo viene cancellato da Zeno dopo che tutta la sua squadra viene sconfitta, anche se viene ripristinato alla conclusione del torneo da Super Shenron, su richiesta di C-17.

### Settimo Universo
Il Settimo Universo (第7宇宙?, Dai nana Uchū) è l'universo dei protagonisti delle avventure di Dragon Ball. Il Dio della distruzione di tale universo è Beerus, l'Angelo è Whis, il Kaiohshin attuale è Kaiohshin dell'Est mentre in passato era l'Anziano Kaiohshin. Tale universo nella classifica di Zeno è al penultimo posto (l'11°) con un punteggio di 3,18 superando il Nono Universo, anche se nel manga viene specificato che, dopo la vittoria del Torneo del Potere sale di grado al decimo posto. Tale universo è gemellato col Sesto Universo e molti pianeti e razze esistono in entrambi gli universi. Nell'83º episodio di Dragon Ball Super e nel 30º capitolo dell'omonimo manga Kaiohshin dell'Est afferma che in tale universo rimangono in totale 28 pianeti ancora con forme di vita. Molti dei suoi pianeti sono infatti stati distrutti da Freezer per divertimento e numerose razze si sono estinte a causa del tiranno spaziale. Altri pianeti invece sono stati distrutti da Molo e Majin Bu millenni prima dell'inizio della narrazione, e altri ancora sono stati distrutti da Beerus. Il Settimo Universo possiede alcune delle super sfere del drago, le altre sono nel Sesto Universo.

#### Regno mortale del Settimo Universo
Il regno mortale di un universo è la zona di quell'universo dove vivono i mortali, ed è equivalente al nostro universo materiale, in quanto contiene galassie, stelle e pianeti. Nel manga Dragon Ball e negli anime derivati il regno mortale del Settimo Universo è diviso in quattro settori, uno per ogni punto cardinale e ognuno controllato da un Re Kaioh. Fra essi, dal punto di vista della narrazione il più importante è quello del Nord poiché in esso si trova la Terra, pianeta sul quale si svolgono quasi tutte le avventure dei protagonisti. Fatta eccezione per la Terra, comunque, non si conosce la collocazione precisa dei vari pianeti del regno mortale, se non per il fatto che Namecc non appartiene al suddetto settore del Nord, in quanto il Re Kaioh del Nord non ha alcun potere su di esso.

##### Cereal
Cereal (シリアル星?, Shiriaru-sei) è il pianeta che un tempo era abitato dai cereliani, essi condivisero il pianeta con i namecciani dato che Cereal è uno dei mondi da loro colonizzati. La famiglia Heeter incaricò Freezer di conquistare il pianeta, e i Saiyan su ordine di Freezer sterminarono sia i cereliani che i namecciani depredando il pianeta di tutte le sue ricchezze, e quando gli Heeters presero possesso di Cereal decisero di venderlo ai sugariani. È un pianeta con montagne e boschi, ai tempi in cui era abitato dai cereliani l'architettura di Cereal era di tipo medievale, esistono ancora vecchie rovine della loro civiltà, ma ora che è abitato dai sugariani le città, avvolte da delle cupole, hanno un'architettura di tipo futuristico. Proprio come Namecc e la Terra, pure Cereal ha le sue sfere del drago.

##### Dark Star
Dark Star (暗黒星?, Ankokusei), chiamato anche "stella delle tenebre" nel doppiaggio italiano della serie Dragon Ball Z, è il pianeta natale di Yakon, è un luogo buio con poca visibilità, infatti gli abitanti del pianeta si sono adattati a vedere pure nell'oscurita che lo pervade. Babidy teletrasporterà lì Goku e Yakon durante il loro duello, che vedrà il saiyan come vincitore.

##### Jung
Jung (惑星ジャング?, Wakusei Jangu) è un pianeta la cui principale fonte di ricchezza è rappresentata dalle sue miniere, dove si estrae il minerale Blue Aurum, nelle miniere ci sono anche degli impianti ferroviari per l'estrazione dei minerali. È proprio per via del grande valore del Blue Aurum che le miniere di Jung sono ben protette. Sul pianeta sovrastano enormi rocce che galleggiano nell'atmosfera. La banda criminale dei fratelli Macareni tenta di rubare del Blue Aurum dalle miniere di Jung, ma Merus riesce a sconfiggerli facilmente proteggendo le miniere ma, successivamente, la banda criminale fa ritorno su Jung riuscendo nel suo intento.

##### Namecc
Namecc (ナメック星?, Namekku-sei) è uno dei pianeti che in passato venne colonizzato dai namecciani. Molto prima degli eventi di Dragon Ball tale astro è stato sconvolto da un cataclisma globale al quale sono sopravvissuti solo due namecciani, il Capo Anziano, che ha in seguito ripopolato il pianeta, e il figlio di Kattatsu che, recatosi sulla Terra, darà origine a Dio e al Grande Mago Piccolo. L'aspetto di Namecc prima del cataclisma è sconosciuto, tuttavia il Re Kaioh del Nord afferma che esso era bellissimo, mentre Dende rivela che esso in passato era coperto di una pianta chiamata Agissa, che i namecciani coltivano per ridare al pianeta il suo aspetto originale. Successivamente Freezer attacca il pianeta allo scopo di impossessarsi delle relative sfere del drago, decidendo infine di far esplodere il pianeta nel tentativo di uccidere Goku. Dopo la sconfitta di Freezer i namecciani esprimono il desiderio di potersi trasferire su un nuovo pianeta il cui aspetto ricorda moltissimo l'originale pianeta Namecc, da cui il nome "Neo Namecc" (新ナメック星?, Shin Namekku-sei). Apparso solo due volte nel primo manga, ma che avrà un ruolo importante nell'arco narrativo di Molo, dove quest'ultimo farà tappa per mettere le mani sulle sfere del drago.
Namecc è un pianeta di tipo terrestre: ha infatti un corpo roccioso e una gravità analoga, ma si differenzia dalla Terra per molti aspetti, quali il cielo verde, l'erba azzurra e la mancanza di continenti; il pianeta infatti è un immenso oceano disseminato di innumerevoli arcipelaghi. La differenza principale è però nel suo sistema solare: Namecc infatti è illuminato da tre soli, motivo per cui su di esso non cala mai la notte. In Dragon Ball Z viene affermato che un anno namecciano corrisponde a 130 giorni terrestri. La fauna è composta da pesci e animali anfibi. La società namecciana è priva di un vero e proprio governo: essa infatti è costituita da poco più di cento individui divisi in sei villaggi con piccole abitazioni le cui forme ricordano quelle delle crisalidi, e in tutte le comunità dei villaggi si trova un capo definito anziano, sottoposto al capo anziano, la figura di maggior prestigio del pianeta.
Nel Sesto Universo esiste un altro pianeta Namecc, con la sua popolazione namecciana.

##### Sadala
Sadala (サダラ?, Sadara) è il pianeta originario dei Saiyan del Settimo Universo, prima che essi si trasferissero su Plant. Un altro pianeta presente nel Sesto Universo ha lo stesso nome, Sadala, ed è il pianeta d'origine dei Saiyan del Sesto Universo, che ancora abitano lì. In Dragon Ball Super Vegeta afferma che il pianeta del Settimo Universo è andato distrutto a causa di una guerra civile, ciò che causò l'esodo dei Saiyan verso Plant. Il pianeta Sadala del Sesto Universo è invece la base della "Forza di Difesa di Sadala", un'organizzazione militare costituita da Saiyan che si adoperano per la lotta alla criminalità, ed è molto progredito a livello tecnologico. Mentre il nome "Sadala" è stato usato dalla seria animata di Dragon Ball Super fin dagli inizi, nella versione originale del manga (capitolo 8) il pianeta era inizialmente chiamato "Salada" (サラダ?, Sarada), simile a "insalata" in inglese (salad), in riferimento al fatto che i Saiyan hanno nomi costituenti dei giochi di parole sugli ortaggi. Ciò però è stato cambiato a partire dell'uscita del secondo volume.

##### Terra

Mappa della Terra, il pianeta in cui si svolge la maggior parte degli eventi di Dragon Ball, Dr. Slump & Arale e Nekomajin. Come si può vedere la geografia è molto diversa da quella della sua controparte reale.

La Terra (地球?, Chikyū) è il più importante pianeta di Dragon Ball, in quanto casa di tutti i protagonisti delle varie opere del franchise. Questa Terra differisce però dalla sua controparte reale in quasi tutti gli aspetti, compresa la geografia, la fauna, la società e la tecnologia.
La Terra è molto avanzata tecnologicamente, con veicoli volanti, capsule che riducono oggetti enormi a dimensioni tascabili, e vari tipi di robot ed oggetti sofisticati. La stessa architettura è complessa e presenta edifici di forma sferica o ovoidale, tipici dei racconti e dei film di fantascienza. Vi sono anche alcuni elementi di magia che coesistono con la scienza avanzata. La maggior parte della popolazione è concentrata nelle grandi città, mentre per il resto il pianeta appare selvaggio, abitato da enormi animali feroci ed abbondante criminalità, con piccoli paesini abitati sparsi per il territorio, poco avanzati tecnologicamente e basati prevalentemente sulle attività agricole. Politicamente, la Terra è una monarchia planetaria, divisa in 43 settori, su cui regna il re della Terra, Koku. Anche il sistema di datazione è leggermente differente dal nostro. L'anno sembra avere la stessa lunghezza di quello del calendario gregoriano, ma gli anni sono conteggiati secondo il "sistema di età" (エージ?, Ēji), interpretato similmente alla notazione "dopo Cristo" (d.C.). L'unità monetaria è lo Zeni (Ƶ). La Terra è abitata prevalentemente da umani, anche se sono presenti animali intelligenti e parlanti, sia antropomorfi, come Olong, che non, e sono integrati nella società. Come afferma Moro dieci milioni di anni prima degli eventi del manga, la Terra era abitata solo da creature primitive, secondo quanto dice il Kaiohshin dell'Est le prime forme di vita sulla Terra hanno iniziato a evolversi ai tempi dell'avvento di Majin Bu, ovvero cinque milioni di anni dopo.
In Dragon Ball Super si scopre che esiste un pianeta Terra anche nel Sesto Universo. Questo pianeta era andato distrutto per via di guerre interne, ma viene ripristinato da Super Shenron su richiesta del Dio della distruzione Beerus.

###### Luoghi rilevanti
- Base Centrale del Red Ribbon

La Base Centrale del Red Ribbon (RR軍本部?) si trova in una foresta a sud-ovest della Torre di Karin. Le dimensioni della base sono superiori a quelle di una piccola città ed è divisa al suo interno in diverse sezioni. A protezione del sito vi sono numerose torrette, mitragliatrici, trappole, mine e soldati. È stata distrutta da Goku, durante la battaglia che vide la morte del Generale Red e del suo assistente Black, con il conseguente discioglimento della società criminale. Tuttavia alcune persone hanno continuato a provare un senso di vendetta contro Goku e, nel film animato Dragon Ball Super: Super Hero l'esercito del Red Ribbon viene ricostruito per annientare Goku ed i suoi amici.
- Deserto del Diablo

Il Deserto del Diablo (ディアブロの荒野?) è un vasto deserto dove sorgono grandi rocce, confina con il Monte Padella e il Monte Paoz. Goku, Bulma e Olong viaggiano nel deserto durante il loro viaggio alla ricerca delle sfere del drago, ed è lì che incontrano Yamcha e Puar, i quali in principio vivevano lì quando si guadagnavano da vivere come furfanti.
- Castello di Pilaf

Il castello di Pilaf (ピラフ城?) è il palazzo dove vive Pilaf, con i suoi scagnozzi Sue e Mai. Si trova ad ovest del Deserto del Diablo. Il castello è stato costruito da Pilaf nel corso di sette anni ed è disseminato di trappole per scoraggiare gli intrusi. Viene distrutto da Goku quando si trasforma in Scimmione.
- Fungus Town

Il Fungus Town (ファンガースの町?) è un piccolo villaggio situato nel Deserto del Diablo. Tra le varie abitazioni del villaggio si innalzano enormi funghi, gli abitanti del luogo vestono con abiti che ricordano molto quelli tipici delle popolazioni indiane. Per diverso tempo gli abitanti di Fungus Town sono stati vittima della tirrannia di Monster Carrot, fino a quando non viene sconfitto da Goku liberando il villaggio dalla sua oppressione.
- Città Centrale

La Città Centrale (中の都?) è la capitale della Terra, sede del Re della Terra e del King Castle. In questo luogo avviene la battaglia finale fra Son Goku e il Grande Mago Piccolo. La città si trova in pericolo ancora una volta, la quale funge da campo di battaglia per lo scontro finale dei Guerrieri Z contro Li Shenron durante il suo attacco sulla Terra.
- Città dell'Est

La Città dell'Est (東の都) è la città in cui si trova il Tempio di Orin. La Città dell'Est è anche il luogo in cui Nappa e Vegeta sbarcano al loro arrivo sulla Terra. Ad un certo punto della storia di Jaco the Galactic Patrolman, Jaco salva questa città dallo schianto di un'astronave.
- Città dell'Ovest

La Città dell'Ovest (西の都?) è una delle metropoli più grandi e ricche del pianeta. Vi ha sede la Capsule Corporation.
- Città del Nord

La Città del Nord (北の都?) è una città fredda situata al nord della Terra. Quando Freezer giunge sulla Terra dopo la sua resurrezione attacca la Città del Nord poco prima del suo scontro con Goku e Vegeta. A sud della città all'interno di una montagna si trova il laboratorio del Dr. Gelo.
- Città del Sud

La Città del Sud (南の都?) non appare nel manga, ma viene citata da Trunks del futuro quando quest'ultimo preannuncia l'attacco dei cyborg affermando che sarebbe avvenuto su un'isola a nove chilometri a sud-ovest di essa. Nell'episodio 146 di Dragon Ball Z (Goku è di nuovo in forma) un notiziario annuncia che Cell stava attaccando la città.
- Isola di Amenbo

L'isola di Amenbo (アメボー島?) situata a 9 chilometri a sud-ovest della Città del Sud: è il luogo in cui i cyborg Numero 19 e Numero 20 fanno la loro prima apparizione. Gran parte dell'isola viene distrutta da un singolo attacco del Dr. Gelo.
- Gingertown

Gingertown (ジンジャータウン?) è un sobborgo situato a nord della Città dell'Ovest. La popolazione di Gingertown viene sterminata da Cell, che ne assorbe gli abitanti come nutrimento e per aumentare la sua forza. La città è stata anche lo scenario del primo duello tra Piccolo e Cell, che si conclude con la ritirata di quest'ultimo. Dopo che Gohan uccide Cell il drago Shenron riporta in vita gli abitanti di Gingertown.
- Grotta dei pirati

La grotta dei pirati (海賊の洞窟?) è una cava che si trova nelle profondità marine, a nord-est della Kame House, in passato i pirati la usavano come deposito dove avevano accumulato enormi ricchezze, tra oro e gioielli, che per molto tempo sono andati persi. La grotta è protetta da sofisticati sistemi di sicurezza. Goku, Crilin e Bulma raggiungono la cava, dove è nascosta la sfera del drago a tre stelle, ma anche il Generale Blue raggiunge il posto, pure lui alla ricerca della sfera. All'interno della grotta Blue affronta Crilin e Goku venendo battuto da quest'ultimo, infine quando Goku e i suoi amici trovano la sfera del drago abbandonano la grotta dei pirati.
- Spinach Wastes

La Spinach Wastes (スピニッチ荒野?) è una zona agricola circondata dalle montagne, è abitata da animali chiamati Ostrich Chicken. Proprio in quel territorio è atterrata l'Attack Ball di Radish, ed è lì che lui affronterà Goku e Piccolo finendo col perire.
- Break Wasteland

La Break Wasteland (ブレイク荒野?) è una zona selvaggia dove Piccolo ha fatto trascorrere a Gohan sei mesi in isolamento come prima parte del suo allenamento. È un luogo poco ospitale e pericoloso, come spiega Piccolo il maggior pericolo è rappresentato dagli animali salvaggi e aggressivi che lo abitano.
- Isola Papaya

L'Isola Papaya (パパイヤ島?) è il luogo dove si svolge il Torneo Tenkaichi. Durante il 23º Torneo Tenkaichi Piccolo ne distrusse completamente la superficie con un attacco energetico dall'effetto analogo a quello di una esplosione nucleare, ma successivamente essa è stata ricostruita. Akira Toriyama ha affermato che per l'aspetto dell'Isola Papaya si è ispirato a Bali.
- Monster Island

La Monster Island (モンスターアイランド?) compare per la prima volta in Dragon Ball Super, quando Goku la raggiunge incontra lì per la prima volta C-17, quest'ultimo lavora lì come guardia forestale. È una vasta isola ricoperta da una fitta vegetazione, ed è abitata da molti animali, sia primitivi che esotici, tra cui figura il Minotauro (ミノタウロス?, Minotaurosu), prede ambite per i bracconieri, che molte volte cercano di rubare dall'isola queste creature, venendo però ogni volta sconfitti e allontanati da C-17, che lavora sull'isola insieme a Cell Jr. addestrati a difendere gli animali attaccando chiunque tranne i ranger forestali.
- Kame House

Immagine tratta dal primo episodio di Dragon Ball Z.

La Kame House (カメハウス?, Kame Hausu) è la casa dove vive il Maestro Muten. È situata su un'isola piccolissima in mezzo all'oceano e solitamente vi abitano il maestro Muten, la sua tartaruga parlante Umigame e spesso anche Crilin il quale vi si stabilisce definitivamente dopo essersi sposato con Numero 18, almeno finché i due coniugi e la loro bambina non si trasferiranno in città. Nella prima serie vi risiedeva anche Lunch, badante di Muten che cucinava e teneva in ordine, e che, in seguito, lascerà l'abitazione per seguire Tenshinhan.
- Monte Padella

Il Monte Padella (フライパン山?, Furaipan Yama), noto anche come Monte Feyun nel primo doppiaggio JTV e Monte Friggi-friggi nell'edizione Mediaset, è il luogo dove si trovava il castello dello Stregone del Toro e di sua figlia Chichi. L'edificio è stato poi distrutto da Muten con una Kamehameha, nel tentativo di spegnere l'incendio che da ben dieci anni ardeva intorno ad esso. Si trova in una zona settentrionale, ma da quando lo "Spirito del Fuoco" ha fatto nascere l'incendio il clima è diventato molto torrido, come spiega Olong nel manga.
- Monte Paoz

Il Monte Paoz (パオズ山?), sito nel Distretto est 439, è il luogo in cui risiedevano Nonno Son Gohan e Goku, ed è il luogo dove Goku incontra per la prima volta Bulma. Sposatosi con Chichi, Goku vi andrà a vivere insieme alla moglie, non cambiando più residenza. Si sa che prima della narrazione, Goku, trasformato in Scimmione, lo ha devastato, uccidendo anche suo nonno. Sempre sul Monte Paoz il Dr. Brief ritrovò la navicella di Goku che poi modificò, permettendo al Saiyan di arrivare su Namecc.
- Muscle Tower

La Muscle Tower (マッスルタワー?) è una fortezza del Red Ribbon situata nei pressi del Villaggio Jingle, nei territori settentrionali. Si trova sotto il comando del Generale White. Qui è stato rinchiuso il sindaco del villaggio ad essa adiacente, per costringere gli abitanti a cercare la sfera del drago localizzata in zona. È costituita da 6 piani ufficiali e uno segreto: il primo (probabilmente, in quanto Goku lo salta e non viene mostrato) è l'hangar dei mezzi di trasporto su neve, nel secondo sono presenti alcuni ufficiali minori, il 3º è riservato a Metallic, il 4º contiene una riproduzione di una foresta dove si allena Murasaki ed è rinchiuso in gabbia Ottone, il 5º è accessibile solo da una botola dal 6º piano ed è qui che sta rinchiuso Sproing, il 6º contiene la sala comandi ed è ove risiede White. Tra il 4º e il 5º, esiste un piano intermedio che consiste in un labirinto. La torre verrà abbattuta da Ottone dopo che Goku avrà liberato il sindaco. Nel film Dragon Ball: Il cammino dell'eroe la vecchia torre è fiancheggiata da una nuova, più alta e modernizzata ed è qui che Goku affronta l'armata del Red Ribbon.
- Santuario del Dio della Terra

Il Santuario del Dio della Terra (神様の神殿?, Kamisama no shinden), chiamato palazzo del Supremo nell'adattamento italiano dell'anime, è una piattaforma sospesa nel cielo che si trova esattamente sopra la Torre di Karin; è raggiungibile da essa infilando il bastone Nyoi in un apposito foro: una volta inserito, il bastone aumenta la sua lunghezza fino a toccare il Santuario, e per raggiungere quest'ultimo basterà quindi arrampicarsi sul bastone. Una volta giunti alla fine del bastone, ci si ritrova alla base del Santuario, e per poter raggiungere la sua sommità (uno spiazzo circolare coperto da mattonelle di marmo bianco, interrotte solo da alcune piante e un piccolo tempio ove risiede il Dio della Terra) è necessario salire su una scala a pioli che corre su un lato del Santuario. L'interno della struttura è molto più grande di quanto non appaia esternamente e contiene diverse sale dalle caratteristiche particolari. Il Santuario può spostarsi in aria, anche se mantenendo la stessa altitudine. Mr. Popo spiega che questa è una funzionalità del Santuario volta a permettere al Dio della Terra di osservare meglio le singole aree del pianeta. Per far muovere il Santuario, occorre pronunciare una formula in lingua namecciana e poi un'altra formula nella stessa lingua per farlo arrestare.
- - Stanza dello Spirito e del Tempo

La Stanza dello Spirito e del Tempo (精神と時の部屋?, Seishin to toki no heya) è un luogo situato in una dimensione alternativa accessibile solamente attraverso un portale situato nel palazzo di Dio. La peculiarità di tale dimensione è che un anno terrestre all'interno della stanza corrisponde ad un giorno terrestre all'esterno di essa. Il luogo, che Goku ritiene essere grande quanto la Terra, è del tutto spoglio: il terreno è privo di qualsiasi rilievo o asperità ed è perfettamente liscio e totalmente bianco, così come il cielo. La temperatura varia dai -40° ai +50°, e rispetto alla Terra l'aria contiene solo un quarto dell'ossigeno mentre la gravità è 10 volte maggiore. Tali condizioni sono così estreme che Goku, quando vi entrò durante i suoi tre anni di allenamento in vista del 23º Torneo Tenkaichi, non fu capace di resistervi per più di un mese. Negli adattamenti animati Dragon Ball Z e Dragon Ball Kai viene mostrato come talvolta in essa si originino incendi o bufere. Essendo situata in un'altra dimensione, dall'interno della stanza non è possibile percepire il mondo esterno ad essa e viceversa ma ciò nonostante Piccolo si dimostra capace di comunicare con Goten e Trunks tramite telepatia. Se qualcuno dovesse rimanere nella stanza per un totale di tempo maggiore di 48 ore (anche se divise in più sessioni) l'ingresso sparirebbe. Parlandone a Vegeta, Goku afferma che nella stanza non possono entrare più di due persone contemporaneamente, ma tale affermazione viene contraddetta quando in essa entrano contemporaneamente Son Goten, Trunks, Piccolo e Majin Bu. In tale occasione Piccolo tenta di intrappolare il demone all'interno della stanza distruggendone l'uscita, ma Majin Bu, urlando di rabbia, crea accidentalmente un varco interdimensionale che gli permette di fuggire dal luogo. Poco dopo Gotenks riesce a fare altrettanto. In Dragon Ball Super viene rivelato che esistono altre versioni della Stanza dello Spirito e del Tempo accessibili da altri pianeti con dilatazioni temporali diverse, anche se l'interno risulta essere identico a quella del Palazzo di Dio; in un pianeta sconosciuto infatti Goku e Merus ne usano una in cui tre giorni al suo interno corrispondono ad un giorno nel pianeta in cui è situata, mentre Freezer- durante la saga di Granolah il Sopravvissuto- afferma di averne trovata una in uno dei pianeti da lui conquistati, e di averci trascorso un tempo equivalente a dieci anni ottenendo così il potere di Black Freezer (in questo caso però non viene rivelata la dilatazione temporale che tale stanza possieda, o se Freezer l'abbia usata più volte).
Durante Dragon Ball Super, la limitazione di tempo di permanenza sembra essere assente: Goku e Vegeta la usano più volte per allenarsi, prima del torneo tra il 6° e 7° Universo, durante la saga di Zamasu e prima del Torneo del Potere, con Vegeta che la usa da solo in queste ultime due occasioni, facendo di lui il personaggio che ha soggiornato più a lungo al suo interno, superato forse da Freezer con i suoi dieci anni di permanenza al termine dell'arco narrativo di Granolah il Sopravvissuto.
- - La zona inviolabile

Durante l'arco di Garlic Jr. (non presente nel manga), viene mostrato un ulteriore luogo del Santuario, la zona inviolabile (?, shinsenkai), nella quale riposano gli spiriti dei precedenti Dei della Terra e dove si trova una corrente che dà origine a tutti i venti. Si trova nella parte più bassa della struttura.
- - Stanza del viaggio nel tempo

Negli adattamenti animati viene mostrata una stanza del Santuario che permette di viaggiare nel tempo in un'epoca e in un luogo a scelta. La prima volta viene usata da Mr. Popo per permettere a Goku di incontrare Mutaito e comprendere meglio l'uso del ki. La seconda volta viene usata per mandare Tenshinhan, Yamcha, Jiaozi e Crilin a sperimentare la potenza di alcuni saiyan su un desolato pianeta sconosciuto.
- Palazzo della Sibilla

Il palazzo della Sibilla (占いババ宮殿?) è la dimora della Vecchia Sibilla e dei suoi guerrieri. È situato ai margini di un grande lago. Ha la forma di una cupola, comunica con altre tre piattaforme sul lago, due ai lati con una piramide su ciascuna di esse, e la terza con sopra il ring dove solitamente i suoi combattenti si cimentano negli scontri, dove Crilin, Upa, Pual, Yamcha e Goku hanno combattuto contro Draculaman, Suke e Son Gohan. La piattaforma con sopra il ring a sua volta comunica con un'altra piattaforma che galleggia sul lago, con sopra una struttura, e addentrandosi nei sotterranei della struttura si arriva al "ring secondario", il Water Diabolico (Fossa del Diavolo nell'adattamento Mediaset), con due statue a forma di demoni seduti su un WC, una davanti all'altra, con lunghe lingue all'infuori, e un rotolo di carta igienica sulla parete. Esse fanno da campo di battaglia, è lì che Goku e Yamcha hanno affrontato Miira e Akkuman; questo campo da combattimento è molto pericoloso per via della pozza di acido sotto le statue, dove si rischia di cadere uscendo dalle lingue delle statue.
- Satan City

Satan City (サタンシテイ?) è una città situata a nord del Monte Paoz e a sud della Città dell'Est. In origine era chiamata Orange Town, come affermato da Gohan traducendo un libro a scuola, ma venne poi ribattezzata in onore di Mr. Satan in quanto ritenuto colui che sconfisse Cell. Satan vi abita insieme alla figlia Videl ed in questa città si trova il liceo Orange Star High School, frequentato da Gohan e Videl. Sempre in questo luogo Gohan assume il ruolo di supereroe locale vestendo i panni del "guerriero dai capelli d'oro" (ovvero trasformandosi in Super Saiyan) e poi quelli di "Great Saiyaman". Dopo aver sposato Videl, Gohan andrà a vivere con lei a Satan City, dove cresceranno la loro bambina, Pan.
- Torre di Karin

La Torre di Karin (カリン塔?, Karin-tō), Obelisco di Balzar nell'adattamento italiano degli anime, si trova in un territorio a ovest, in una zona abitata da indiani. Vi risiede il Maestro di arti marziali Karin. La torre, di pietra grigio-bianca, è talmente alta che non è possibile vederne la cima, nemmeno quando ci si trova al di sopra del livello delle nuvole. Sulla sua sommità si trova una piccola zona abitabile, in cui vive Karin. Tra i pochi che sono stati in grado di scalarla vi sono Muten, Goku, Yajirobei, Tenshinhan, Yamcha, Crilin, Jiaozi e, solo nell'anime Dragon Ball, Taobaibai. Dalla cima della torre è possibile raggiungere il Santuario del Dio della Terra infilando il bastone Nyoi in un apposito foro.
- Training Island

La Training Island (修行の島?) è l'isola dove Muten ha allenato Goku e Crilin in vista del 21º Torneo Tenkaichi. È una vasta isola che si trova a sud della Kame House. Nel periodo in cui Muten ha vissuto sull'isola con i suoi allievi ha stabilito lì temporaneamente la sua casa. Nell'isola ci sono foreste, colline, fiumi, laghi, montagne rocciose, e una piccola comunità di persone che lavora principalmente nei campi, inoltre vi si possono trovare bestie selvagge e aggressive.
- Villaggio Jingle

Il Villaggio Jingle (ジングル村?) è un paesino situato nei territori settentrionali, dove la neve non si scioglie mai. Goku vi giunge mentre si trova alla ricerca di una delle sfere del drago, poiché, a causa del freddo, il robot alla guida del suo aereo congela, schiantandosi al suolo. Svenuto, Goku rischia di morire per assideramento, ma viene salvato da una bambina. Per ringraziarla, il giovane sconfigge la divisione locale del Red Ribbon, che costringeva gli abitanti del villaggio a cercare fra le nevi una delle sfere.
- Villaggio Pinguino

Il Villaggio Pinguino (ペンギン村?) è il paese in cui è ambientata la serie Dr. Slump & Arale. Goku vi giunge casualmente mentre insegue il Generale Blue. Rispetto al resto della Terra il mondo qui è distorto: ad esempio il sole è dotato di volto e braccia. Si trova su un'isola.
- Yunzabit

Yunzabit (ユンザビット高地?), Montagne Rocciose nell'adattamento italiano dell'anime, è un'altura estremamente remota ed inospitale caratterizzata dalla presenza di basse temperature, dove atterrò l'astronave del figlio di Kattatsu, proveniente da Namecc, che visse lì per 30 anni.
- Artico

L'Artico (北極?) è una zona del pianeta costituita da enormi e vasti ghiacciai circondati dal mare, è l'equivalente della controparte della Terra reale. Proprio nell'artico Goku e Vegeta affronteranno Broly.

##### Vegeta
Il pianeta Vegeta (惑星ベジータ?, Wakusei Bejīta) è la patria dei Saiyan. Sebbene il primo riferimento ad esso avvenga ad opera di Radish, la prima apparizione di Vegeta avviene nello speciale Dragon Ball Z: Le origini del mito dove è rappresentato come un pianeta dall'atmosfera rossa e dall'aspetto desertico. Come svelato da Re Kaioh del Nord, il pianeta Vegeta ha una forza gravitazionale dieci volte superiore a quella della Terra. Sebbene in Dragon Ball i Saiyan siano gli unici abitanti del pianeta, nelle opere derivate compaiono altre due specie: in Dragon Ball Z vengono introdotti gli Tsufuru, che sono stati sterminati dai Saiyan prima degli eventi narrati in Dragon Ball, mentre la seconda specie appare nello spin-off Dragon Ball: Episode of Bardock.
Secondo quanto affermato in Dragon Ball Z, nell'OAV Dragon Ball Z Gaiden: Saiyajin zetsumetsu keikaku e in Dragon Ball GT, in passato il pianeta si chiamava Plant (ツフル星?, Tsufuru-boshi) ed era dominato dagli Tsufuru, che vennero però sterminati per mano dei Saiyan guidati da Re Vegeta, in onore del quale il pianeta ottenne la sua successiva denominazione. Successivamente Freezer venne in contatto con i Saiyan e riconosciutone il potenziale bellico decise di arruolarli fra i propri sottoposti, per poi decidere di liberarsene in quanto spaventato dal rapido aumento della loro forza e dalla leggenda del Super Saiyan. A tale scopo Freezer distrusse il pianeta (su ordine del Dio della distruzione Lord Beerus) lasciando in vita solamente Vegeta (figlio del summenzionato Re Vegeta), Nappa, Radish, i due saiyan facenti parte della loro banda (nel momento della distruzione della loro patria) e, senza saperlo, Tarble (il fratello di Vegeta), Paragas e il figlio di quest'ultimo, Broly, oltre al neonato Kakaroth, divenuto poi Son Goku; nonché Turles (personaggio non canonico). Ai sopravvissuti fu raccontato che il pianeta era stato distrutto da un meteorite. Infine in Dragon Ball GT Baby ricrea un pianeta simile a Plant allo scopo di avere una patria per i nuovi tsufuru nati dalla possessione dei terrestri da parte sua. A differenza del pianeta originale, esso orbita intorno al Sole e sembra avere una gravità analoga a quella della Terra, visto che nessun terrestre mostra problemi nel vivere in tale luogo. Baby chiama il nuovo Plant col nome di "pianeta Tsufuru".

##### Yardrat
Il pianeta Yardrat (ヤードラット星?, Yādoratto-sei) è il pianeta abitato dalla razza aliena degli yardratiani, Goku giunge su Yardrat mentre è in fuga da Namecc, che stava per esplodere. Goku è arrivato su Yardrat con una delle navicelle della Squadra Ginew, le coordinate erano impostate per atterrare lì dato che la Squadra Ginew, prima che venisse distrutta da Goku e Vegeta, aveva intenzione di conquistare Yardrat. Goku è rimasto su Yardrat per un anno, allo scopo di apprendere la tecnica del teletrasporto, un'abilità del loro popolo. Nel primo manga il pianeta viene solo menzionato, apparendo solo nell'adattamento animato Dragon Ball Z, infatti il pianeta Yardrat fa la sua prima apparizione fisica solo nel manga di Super. Le città di Yardrat sono costituite da enormi grattacieli dallo stile architettonico futuristico, alcune abitate altre invece abbandonate. Il pianeta Yardrat non è protetto dalla Pattuglia Galattica in quanto non è nella loro giurisdizione. Tale pianeta sembra esistere anche nel Secondo Universo visto che al Torneo del Potere partecipa una yardratiano del suddetto universo.

##### Zoon
Zoon (惑星ズン?, Wakusei Zun) è il pianeta d'origine di Pui Pui, si presenta come un luogo arido prevalentemente roccioso, sembra che esistono solo orari notturni infatti il suo cielo è sempre buio e, proprio come il pianeta Vegeta, presenta una gravità dieci volte superiore a quella Terra. Babidy teletrasporterà Pui Pui e Vegeta sul pianeta Zoon nella speranza che l'alta gravità potesse favorire Pui Pui nella lotta, ma Vegeta lo sconfiggerà, abituato a gravità ben maggiori grazie alla tecnologia della Capsule Corporation. Verrà attaccato da Molo e degli altri criminali evasi dalla Prigione Galattica, gli abitanti di Zoon proveranno a difendersi ma verranno sconfitti e Molo con la sua magia assorbirà la forza vitale del pianeta. Polunga restituirà la vita al pianeta resuscitando i suoi abitanti.

##### Vampa
Vampa (惑星バンパ?, Wakusei Banpa) è il pianeta dove Broly ha vissuto per tutta la sua vita dopo l'esilio dal suo pianeta natale, per ben quarantasette anni ha vissuto su Vampa insieme a suo padre Paragas. È un luogo arido privo di vegetazione e fonti d'acqua, con vasti terreni rocciosi incolti. Attorno al pianeta ruota un satellite lunare visibile nelle ore notturne, mentre nelle ore diurne il cielo di Vampa appare giallo. Essendo un pianeta con poche risorse l'armata di Freezer non è mai stata molto interessata a conquistarlo. La fauna che abita su Vampa, che rappresenta sicuramente il maggior pericolo sul pianeta per via della loro natura aggressiva, è costituita unicamente dai large mites (大ダニ?, Ōdani), creature simili a zecche giganti, e dai ba (バア?, Bā), enormi animali simili a ibridi metà cani e metà serpenti. Attualmente gli unici che vivono su Vampa sono Broly, Lemo e Cheelai, loro abitano in una casa modulata in una Capsula Hoi-Poi che gli è stata regalata da Goku.

#### Aldilà

##### Palazzo di Re Enma
Il palazzo di Re Enma (閻魔界?, Enma-kai), è il luogo in cui tutte le anime di coloro che sono morti sulla Terra, giungono per poter essere giudicate da Re Enma, che deciderà se mandarle all'Inferno o in Paradiso. 
Il palazzo ha un'architettura identica a quella dei castelli giapponesi mentre l'ingresso principale, raffigura la scritta "WELCOME" (la meta finale della strada percorsa dalle anime). Il tetto dell'edificio centrale, in cui si trova la scrivania di Enma, è dotato di due corna identiche a quelle sul suo copricapo.

##### Inferno
L'Inferno (地狱?, Jigoku) è una dimensione al di sotto della Via del Serpente, sotto la giurisdizione di Re Enma (che comanda anche i guardiani Oni), ed è il luogo a cui vengono condannate le anime degli individui malvagi. Nella serie animata Dragon Ball Z, l'inferno è luminoso, invece, in Dragon Ball GT, è oscuro; lo stesso Goku (entrato all'Inferno, per affrontare le anime di Freezer e Cell) nota che il paesaggio è molto cambiato.
Mai apparso nel manga originale, nella serie animata Dragon Ball Z, l'Inferno appare in tre occasioni: nella prima (durante la Saga dei Saiyan), Goku, precipitato al suo interno, viene aiutato ad uscirne, dai guardiani Gozu e Mezu; nella seconda (durante la Saga del Torneo delle Quattro Galassie), sette nemici uccisi dalla compagnia di Goku (Freezer, Re Cold, la Squadra Ginew e Cell), avviano una rivolta, fermata dal Saiyan e da Paikuhan; nell'ultima (durante la Saga di Majin Bu), alcuni dei nemici uccisi dalla compagnia di Goku, assistono (tramite una gigantesca sfera di cristallo) alla battaglia tra il Saiyan e Majin Bu.
In Dragon Ball GT, molti dei nemici uccisi dalla compagnia di Goku, evadono dall'Inferno (grazie a un varco dimensionale, aperto da Super C-17), tornando in vita, e devastano la Terra; tuttavia, essendo ormai troppo deboli, vengono nuovamente uccisi e rispediti all'Inferno.
In Dragon Ball Super, viene mostrata l'area dell'Inferno, a cui è stato condannato Freezer: un prato fiorito dove l'alieno, intrappolato all'interno di un bozzolo appeso a un albero, è costretto a subire continue parate di angeli e peluche (essendo un individuo malvagio e perverso, che odia ogni forma di innocenza, questo è l'Inferno peggiore per la sua anima). 

##### Paradiso
Il Paradiso (天国?, Tengoku) è il luogo dell'aldilà ove le anime delle persone buone trovano pace. Esso è raggiungibile dal palazzo di Re Enma tramite un aereo ed è rappresentato negli anime come un gigantesco pianeta azzurro illuminato da un proprio sole situato sopra di esso. Apparentemente avvolto in un'aura dorata, la sua superficie è composta da uno sterminato prato con vari alberi e fiori.

##### Via del Serpente
La Via del Serpente (蛇の道?, Hebi no michi), chiamata anche "Serpentone" nell'adattamento italiano dell'anime, è una strada lunga circa un milione di chilometri, situata nell'aldilà sopra il regno degli Inferi, che collega il palazzo di Re Enma al pianeta di Re Kaioh del Nord. Costituisce tra l'altro l'unica via nota per raggiungere il pianeta di quest'ultimo. In Dragon Ball Z è situato qui anche il palazzo della Principessa Serpente, chiamata anche Sissi nell'adattamento dell'anime italiano, che tenta di sedurre i passanti. Sempre nell'anime, inoltre, si scopre che la Via del Serpente è soggetta a frequenti pulizie con dei macchinari da parte di alcuni orchi operai al servizio di Re Enma.
Soltanto pochi sono riusciti a percorrere l'intera Via del Serpente e raggiungere Re Kaioh. Tra questi Re Enma, che riuscì a percorrere la via circa cento milioni di anni prima dell'inizio della storia, Goku, che vi impiegò 207 giorni dalla sua morte per mano di Radish e che dopo l'allenamento di Re Kaioh ripercorre in soli due giorni e successivamente Piccolo, Tenshinhan, Yamcha e Jiaozi. Alcune scene non presenti nel manga sono presenti nell'adattamento animato Dragon Ball Z, quando Re Kaioh richiama sul suo pianeta la Squadra Ginew per testare le capacità dei suoi allievi e nel videogioco Dragon Ball Z: Harukanaru Densetsu, dove il personaggio di Radish percorre la via, grazie alla complicità della Principessa Serpente.

##### Pianeta di Re Kaioh del Nord
Il pianeta di Re Kaioh del Nord (北の界王星?, Kita no Kaiō Hoshi) è la dimora dove vive l'omonima divinità, alla fine della Via del Serpente. È estremamente piccolo; nel film Dragon Ball Z: La battaglia degli dei viene rivelato che era un pianeta dalle dimensioni comuni prima che Beerus lo rimpicciolisse per aver perso una partita a nascondino, ed è dotato di una forza di gravità pari a 10 G (10 volte quella terrestre). Su di esso si trovano l'abitazione di Re Kaioh, alcuni alberi ed una strada che lo divide in due come un equatore, sulla quale si trova un'automobile. Oltre al dio, in tale luogo abita la scimmia Bubbles, il suo animale domestico, e (solo negli anime) la cavalletta Gregory. Cell lo distrugge quando si fa esplodere, ma il drago Polunga, successivamente, lo ricrea con i suoi poteri.

##### Pianeta del Grande Re Kaioh
Situato nella zona più alta dell'aldilà, al di sopra del sole del Paradiso. Si tratta di un mondo decine di volte più grande di quelli degli altri quattro Re Kaioh, presentando diversi edifici, oltre al palazzo centrale ove il signore dei Kaioh risiede; vi sono anche altri 4 edifici, adibiti ai guerrieri prescelti che, una volta terminati gli allenamenti da vari sovrani, hanno ottenuto la possibilità di trasferirsi li per proseguire un addestramento di 1000 anni al fine di ricevere lezioni private dal Gran Maestro in persona. Oltre a ciò vi sono anche numerosi obelischi sparsi in vari punti e diverse arene di lotta.

#### Dimensione demoniaca
Si tratta dell'universo natale dei demoni come Darbula. Non si conosce molto su questa dimensione, se non che è abitata da diverse razze mostruose e crudeli, che vengono definiti demoni dagli altri abitanti dell'universo e sono spesso tentati di conquistare l'universo mortale. Sembra che anche in questa dimensione vi siano dei pianeti singoli, poiché Darbula ritiene il mondo in cui Babidy lo ha spedito per agevolarlo ad affrontare Gohan come quelli in cui era solito battersi. Inoltre sembra che i demoni vi siano divisi in varie fazioni, ciascuna con un proprio re; Darbula è uno di essi nonché il più potente e spietato della dimensione. Con estrema probabilità, la dimensione demoniaca è il luogo di origine anche di Bojack e Garlic Jr.

##### Spazio Gioco
Si tratta di una dimensione a metà tra il regno dei vivi e quello dei morti e vi si può entrare solo attraverso un wormhole; altrimenti è inaccessibile persino dai Kaiohshin. Questo mondo è un'immensa area giochi dove due contendenti si sfidano in una sorta di gioco dell'oca fino ad un portale; colui che vince può rimanere nella dimensione e continuare nuove sfide, il perdente finirà nell'aldilà. Fino all'arrivo di Goku, il procione spaziale Suguru (e suo figlio) hanno continuato a vincere ogni gara (barando) per 32.547.000 volte al punto che la stessa dimensione è oramai associata al suo nome. Questo mondo possiede numerose regole, soprattutto riguardo al gioco e al non barare; qualora venisse smascherato un inganno un'autorità superiore non meglio specificata interverrà a far collassare lo Spazio Gioco su se stesso, fino alla morte di tutti coloro che vi si trovano (in questo contesto tuttavia le regole stesse vengono meno, quindi è possibile usare il teletrasporto).

#### Palazzo di Beerus
Il palazzo di Beerus sorge nel mondo mortale del Settimo Universo. Il luogo presenta al proprio centro il pianeta/tempio, a forma di piramide rovesciata, dove il dio dimora. Esso è ricco di vegetazione, nonché di aree acquatiche con molte creature marine non dissimili dai pesci terrestri. La parte centrale presenta un gigantesco albero bianco, al cui interno è stata costruita la dimora del dio stesso. Vicino al grande albero c'è un piccolo lago. Attorno al pianeta ruotano diversi satelliti come nel caso dei mondi dei Kaiohshin.

### Ottavo Universo
L'Ottavo Universo (第8宇宙?, Dai hachi Uchū) è conosciuto col soprannome di "Universo diligente" (勤勉の宇宙?, Kinben no uchū). Il Dio della distruzione di tale universo è Liquir, l'Angelo è Korun e il Kaiohshin è Ille. Nella classifica di Zeno tale universo è al quarto posto ed è uno degli universi esenti dal partecipare al Torneo del Potere. Tale universo è gemellato col Quinto Universo.

### Nono Universo
Il Nono Universo (第9宇宙?, Dai kyū Uchū) è conosciuto col soprannome di "Universo improvvisato" (姑息の宇宙?, Kosoku no uchū). Il Dio della distruzione di tale universo è Sidra, l'Angelo è Mohito e il Kaiohshin è Roh. Nella classifica di Zeno è piazzato all'ultimo posto (il 12°), ed ha un punteggio di 1,86. Tale universo è gemellato col Quarto Universo. Durante il Torneo del Potere Zeno cancella completamente il Nono Universo comprendendo anche Sidra e Rou. È il primo universo cancellato da Zeno durante il Torneo del Potere, anche se viene ripristinato alla conclusione del torneo da Super Shenron, su richiesta di C-17.

### Decimo Universo
Il Decimo Universo (第10宇宙?, Dai jū Uchū) è conosciuto col soprannome di "Universo macho" (マッチョな宇宙?, Machona uchū). Il Dio della distruzione di tale universo è Rumsshi, l'Angelo è Kusu e il Kaiohshin è Gowasu. Tale universo è all'ottavo posto della classifica di Zeno ed è gemellato col Terzo Universo. Durante il Torneo del Potere tutta la squadra rappresentante tale universo viene sconfitta e esso viene cancellato da Zeno, anche se viene ripristinato alla conclusione del torneo da Super Shenron, su richiesta di C-17.

#### Babari
Babari (ババリ?, Babari) è un pianeta non civilizzato del Decimo Universo, abitato dai primitivi babariani. Sembra ispirato alla Terra preistorica, è ricoperto da una vasta vegetazione con montagne e foreste in mezzo alle quali si innalzano enormi rocce. La pololazione di Babari sembra incapace di evolvere e progredire, in quanto Gowasu e Zamasu, pur viaggiando nel futuro di mille anni con gli anelli del tempo, hanno potuto constatare che Babari dopo un millennio è ancora un mondo primitivo.

### Undicesimo Universo
L'Undicesimo Universo (第11宇宙?, Dai jūichi Uchū) è conosciuto col soprannome di "Universo della giustizia" (正義の宇宙?, Sēgi no uchū). Il Dio della distruzione di tale universo è Belmod, l'Angelo è Marcarita e il Kaiohshin è Khai. L'Undicesimo Universo è al quinto posto della classifica di Zeno ed è gemellato col Secondo Universo. Il suo candidato al ruolo di prossimo Dio della distruzione è Toppo, leader dei Pride Troopers, una squadra di supereroi che combattono per la giustizia, supportati perfino da Belmod e conosciuti in ogni angolo del loro universo. I Pride Troopers posseggono divise e equipaggiamenti che sembrano ispirati a quelli della Flotta Stellare di Star Trek, con navicelle spaziali e armi tecnologiche. Durante il Torneo del Potere i membri dei Pride Troopers costituiranno i guerrieri dell'Undicesimo Universo. Essi verranno tutti sconfitti, e l'Undicesimo Universo sarà conseguentemente cancellato da Zeno, effettivamente sarà l'ultimo universo cancellato durante il Torneo del Potere, ma Super Shenron lo ripristinerà dopo la fine del torneo su richiesta di C-17.

#### Bas
Compare nel capitolo 30 del manga di Dragon Ball Super. È un pianeta civilizzato che si trova nell'Undicesimo Universo. Sotto molti aspetti è simile alla Terra del Settimo Universo, sia dal punto di vista architettonico, che per via degli abitanti, simili a animali antropomorfi. Viene preso di mira dagli alieni conquistatori washlettiani, che però vengono sconfitti dai Pride Troopers, i quali salvano così Bas e la sua popolazione.

#### Palazzo di Belmod
Il palazzo di Belmod sorge nel mondo mortale dell'Undicesimo Universo. Anche lui è a forma di piramide rovesciata. Sulla base della piramide c'è un enorme tendone simile a quelli dei circhi, ed il tendone è circondato da quattro fila di alberi, mentre tutt'attorno volano sospese alcune mongolfiere.

### Dodicesimo Universo
Il Dodicesimo Universo (第12宇宙?, Dai jūni Uchū) è conosciuto col soprannome di "Universo finale" (究極の宇宙?, Kyūkyoku no uchū) perché è l'ultimo universo conosciuto. Il Dio della distruzione è Geene, l'Angelo è Martinne e il Kaiohshin è Agu. Nella classifica di Zeno tale universo si piazza al secondo posto ed è uno degli universi esenti dal partecipare al Torneo del Potere. Tale universo è gemellato col Primo Universo. A quanto pare si tratta dell'unico universo, oltre al Settimo, ad aver sviluppato la tecnologia per il viaggio nel tempo.

## Mondi dei Kaiohshin
Questi mondi particolari sono i luoghi dove dimorano i Kaiohshin. Sono dei pianeti circondati da migliaia di lune, avvolti da rigogliosa vegetazione, montagne, fiumi e laghi. Ve n'è uno per ogni universo. Sul mondo dei Kaiohshin del Settimo Universo (quello dei protagonisti di Dragon Ball) vi era la leggendaria Spada Z che per quindici generazioni di Kaiohshin è rimasta incastrata nel picco più alto del pianeta, fino a che Gohan non riuscì ad estrarla. Su questo pianeta si svolge lo scontro finale tra Goku e Kid Bu.

## Palazzo di Zeno
Il luogo dove abita Zeno, insieme ai suoi assistenti e al Gran sacerdote; Zeno dividerà la sua dimora con la sua controparte del futuro dopo che Goku lo inviterà a vivere nella sua linea temporale in seguito al fatto che lo stesso Zeno del futuro aveva distrutto tutto il multiverso del futuro. Non è dato sapere dove si trova precisamente ma è implicito che il luogo dove è locato sia estraneo ai dodici universi, si trova sopra a un'enorme medusa galleggiante, la struttura architettonica della dimora ricorda quella tipica dei palazzi cinesi, la facciata ha la forma del kanji "全" (tutto). Attorno al palazzo ci sono dodici monoliti e su ciascuno di esso c'è uno dei dodici universi. All'interno la dimora è più grande di quanto appaia all'esterno e sembra pressoché infinita, dove tra l'altro si può osservare il cosmo, infatti sembra che non ci siano pareti interne. Dall'entrata si può percorrere un lungo corridoio delineato da dei pilastri che conduce al trono di Zeno, c'è anche una zona dedicata ai combattimenti con tanto di ring, dove galleggiano attorno piccole piattaforme che fanno da tribune per gli spettatori, sarà infatti lì che si terrà il torneo di dimostrazione per Zeno. Un Angelo, per raggiungere il palazzo partendo da un qualunque punto del multiverso, necessita di circa due giorni, mentre i Kaiohshin possono teletrasportarsi lì comodamente; Goku può raggiungere il palazzo grazie a un pulsante magico che lo stesso Zeno ha concesso al Saiyan.

## Mondo del Nulla
Si tratta di una dimensione isolata dal multiverso che, come implica il nome, è completamente vuota, priva di luce, di pianeti o forme di vita e infinita. Il Torneo del Potere si svolge in tale dimensione, così facendo i guerrieri partecipanti possono combattere al massimo delle loro capacità senza avere problemi nel causare danni. I guerrieri che cadono dal ring del Torneo del Potere vengono automaticamente teletrasportati sulle tribune altrimenti cadrebbero in un vuoto infinito.
Sembra che solo gli Angeli abbiano la capacità di viaggiare al loro piacimento in questa dimensione.